# شورتبه
شورتبه هي بلدة في مقاطعة كانيمخ في ولاية نواوي في أوزبكستان.